# 218 г. пр.н.е.
218 (двеста и осемнадесета) година преди новата ера (пр.н.е.) е година от доюлианския (Помпилийски) римски календар.

## Събития

### В Римската република
- Консули са Публий Корнелий Сципион и Тиберий Семпроний Лонг.
- Сципион получава командването на 2 легиона и 14 000 съюзници за да води борба в Испания, а Семпроний е изпратен в Сицилия с два легиона 160 квинквиреми и 20 по-малки кораби, за да подготви нападение над Картаген.[1]
- Приет е Lex Claudia, който цели да изключи сенаторите от морската търговия, като им позволя да притежават единствено малки корабоплавателни съдове.[2]
- Основани са колониите Плаценция и Кремона, но скоро разбунтували се местни гали прогонват римските заселниците, които търсят закрила в Мутина и са обсадени там.[1][2]
- Преторът Гай Атилий Серан пристига в помощ на Мутина с един от легионите на консула Сципион и успешно вдига обсадата, след като побеждава галите.[1]

### В Испания
- Ханибал прекосява река Ебро и Пиренеите и се насочва по суша към Италия.[2] Той оставя Хасдрубал да командва в Испания и Магон да управлява новозавладените територии на север от река Ебро.[1]
- Гней Корнелий Сципион Калв пристига в Испания, побеждава Магон, завоювайки скоро покорените от Ханибал земи около Ебро и води нерешителни сражения с Хасдрубал.[2][3]

### В Африка
- Римски пратеници се явяват в Картаген с ултиматум за арестуването и предаването на Ханибал, неизпълнението на който ще доведе до война.[2]

### В Италия
- Ханибал прекосява Алпите и навлиза в Цизалпийска Галия. Начало на Втората пуническа война.
- В битката при Тицинус картагенският командир постига първата си победа над римляните. Консулът Сципион е тежко ранен и спасен от младия си син Публий Сципион (бъдещия Сципион Африкански).[3]
- 18 декември – При река Требия Ханибал постига първата си победа над голяма римска армия.[2]

### В Сицилия
- Хиерон II предупреждава римляните за плановете на картагенците да превземат Лилибеум.[2]
- Римляните побеждават картагенците в морско сражение край Лилибеум.[2]

### В Азия
- Преговорите между Антиох III и Птолемей IV пропадат. Селевкидският цар продължава настъплението си и окупира територии в Ливан, Палестина и Финикия.

### В Елада
- Филип V Македонски атакува етолийците, превзема и плячкосва град Термон.[4]